# Ophiolebes retecta
Ophiolebes retecta is een slangster uit de familie Ophiacanthidae.
De wetenschappelijke naam van de soort werd in 1896 gepubliceerd door René Koehler.